# Pieter Rom Colthoff
Pieter Rom Colthoff (ur. 15 maja 1984 w Amstelveen) – holenderski wioślarz.

## Osiągnięcia
- Mistrzostwa Świata U-23 – Amsterdam 2005 – czwórka bez sternika wagi lekkiej – 5. miejsce[1].
- Mistrzostwa Świata – Linz 2008 – ósemka wagi lekkiej – 3. miejsce[1].